# 斯科比 (密西西比州)
斯科比（英語：Scobey）是位於美國密西西比州亞洛布沙縣的非建制地區。

## 歷史
斯科比的郵局自1893年營運至今。

## 地理
斯科比所處的海拔為高於海平面109米（即358英呎），而該地所採用的時區為UTC-6，即北美中部時區（CST）。同時該地設有夏令時間，為UTC-6調快一小時，即UTC-5（CDT）。